# Jun Nishikawa
Jun Nishikawa (em japonês 西川 潤, Nishikawa Jun, Kawasaki, 21 de fevereiro de 2001) é um futebolista japonês que atua como meio-campo e atacante. Atualmente, joga pelo Cerezo Osaka.

## Carreira
Nascido em Kawasaki, Jun começou sua carreira enquanto estudava e jogava no Tokyo Gakuen High School, junto com seu irmão. Depois, passou pela base do Yokohama F. Marinos, até chegar ao Cerezo Osaka, clube em que fez sua estréia profissional.

### Cerezo Osaka
Marcou seu 1° gol como profissional em 16 de agosto de 2020, na vitória por 3 a 1 sobre o Kashiwa Reysol

## Seleção Japonesa

### Sub-16
Foi convocado para a disputa do Campeonato Asiático de Futebol Sub-16 de 2018, sendo o autor do gol que deu o título ao Japão, batendo o Tajiquistão na final por 1 a 0. Também foi eleito o melhor jogador do torneio.

### Sub-17
Foi convocado para a disputa da Copa do Mundo Sub-17 de 2019, no Brasil. Seu desempenho foi bom, jogando 4 jogos e marcando 2 gols: contra Países Baixos, dando também 2 assistências e Senegal, mas o Japão foi eliminado nas oitavas de final pelo México, perdendo por 2 a 0.

### Sub-20
Ainda em 2019, também foi convocado para o Mundial Sub-20, na Polônia. Mas diferentemente dos 2 torneios anteriores, Nishikawa não conseguiu manter um nível neste, pecando bastante em momentos cruciais, sendo reserva e só atuando em somente 2 jogos dos 4 que o Japão jogou, não marcando nenhum gol. Foi eliminado mais uma vez nas oitavas de final, ao perder por 1 a 0 para a Coréia do Sul.

### Sub-22
Foi um dos convocados para representar o Japão Sub-22 nos Jogos Asiáticos de 2022 e faturou a medalha de prata, tendo perdido a final para a Coreia do Sul por 2–1.

## Títulos

### Japão

#### Sub-16
- Campeonato Asiático de Futebol Sub-16: 2018

#### Sub-22
- Prata nos Jogos Asiáticos de 2022

### Prêmios individuais
- 60 jovens promessas do futebol mundial de 2019 (The Guardian)
- Melhor jogador do Campeonato Asiático de Futebol Sub-16 de 2018